# ランドルフスハウゼン
ランドルフスハウゼン (ドイツ語: Landolfshausen) は、ドイツ連邦共和国ニーダーザクセン州ゲッティンゲン郡に属す町村（以下、本項では便宜上「町」と記述する）で、ザムトゲマインデ・ラードルフスハウゼンを構成する町村の一つである。

## 地理
ランドルフスハウゼンは、ゲッティンゲンの東約 18 km、ドゥーダーシュタットの西 10 km のズーレ川沿いに位置している。隣接する町村は、エーバーゲッツェン、ゾイリンゲン、ヴァーケである。
マッケンローデ、ポッツヴェンデン、ファルケンハーゲンの集落がランドルフスハウゼンに属す。

## 歴史
ランドルフスハウゼンは19世紀中頃に旧アムト・ラードルフスハウゼンに属した。近隣に位置するトルーデルスホイザー・ミューレと町村連合を形成し、合わせて 106 軒、636 人が住んでいたが、1818年頃にはこの村に 526人が住むだけであった。

## 文化と見所

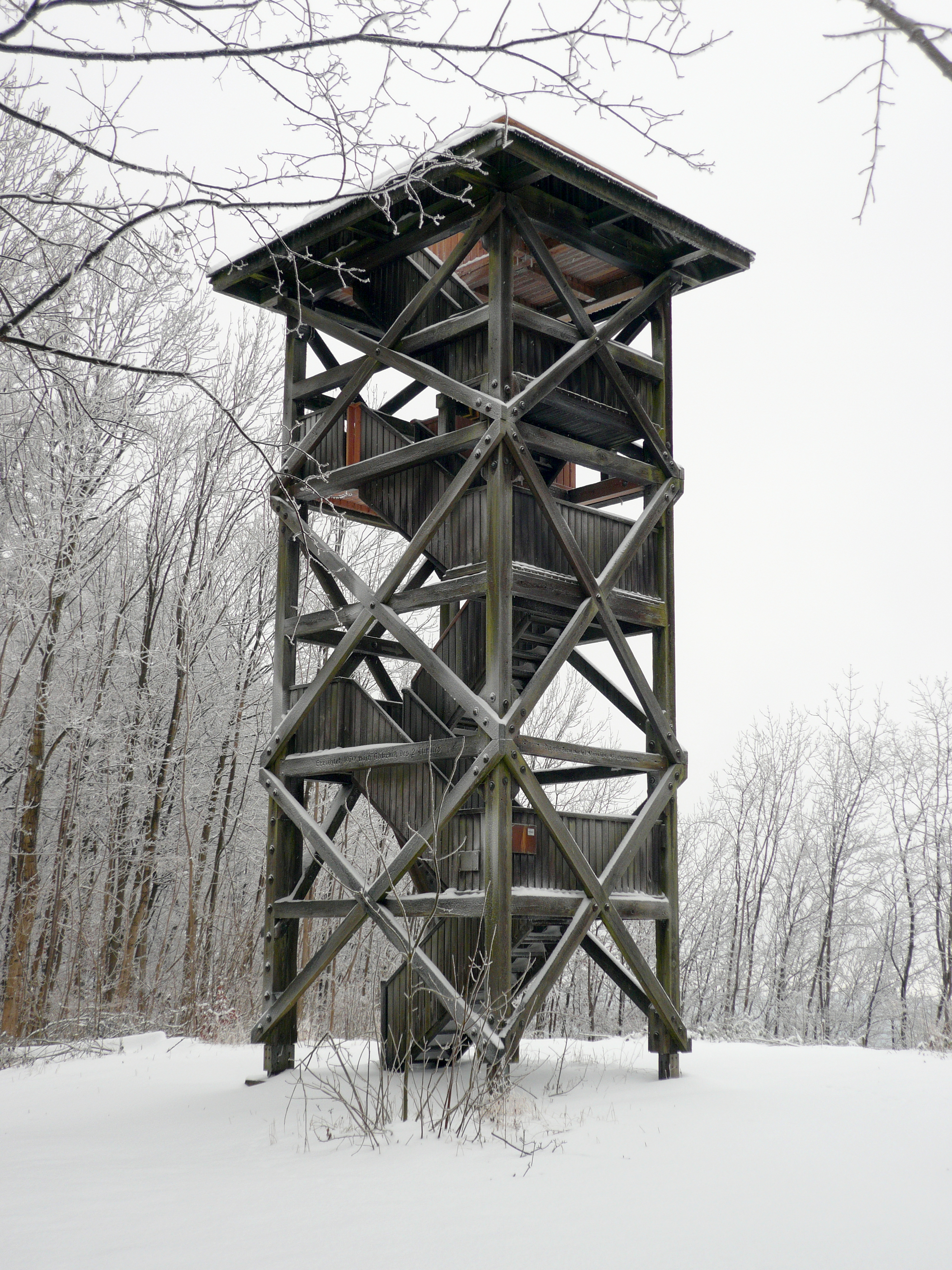
マッケンレーダー・シュピッツェの展望塔

### 音楽
ランドルフスハウゼンにはオリジナル・ランドルフスホイザー・ブラスムジカントがある。

### スポーツ
ランドルフスハウゼン体操・スポーツ・クラブには約 600 人の会員がいる。主な種目はサッカー、ハンドボール、卓球である。

### 見所
- ゲッティンゲンの森、マッケンレーダー・シュピッツェ近郊のハルブリック展望塔

## 引用
1. ↑  Landesamt für Statistik Niedersachsen, LSN-Online Regionaldatenbank, Tabelle A100001G: Fortschreibung des Bevölkerungsstandes, Stand 31. Dezember 2023
2. ↑  Friedrich Wilhelm Harseim, C. Schlüter; Friedrich Wilhelm Harseim, C. Schlüter (Hrsg.): Statistisches Handbuch für das Königreich Hannover. Schlütersche Hofbuchdruckerei, Hannover 1848, S. 82.